# Diocesi di Mididi
La diocesi di Mididi (in latino Dioecesis Mididitana) è una sede soppressa e sede titolare della Chiesa cattolica.

## Storia
Mididi, identificabile con Henchir-Medded nell'odierna Tunisia, è un'antica sede episcopale della provincia romana di Bizacena.
Sono solo due i vescovi documentati di Mididi. Alla conferenza di Cartagine del 411, che vide riuniti assieme i vescovi cattolici e donatisti dell'Africa romana, prese parte il cattolico Sereniano; la sede non aveva un vescovo donatista, ma dipendeva dai vescovi donatisti di Sufes. Il nome di Evodio figura al 6º posto nella lista dei vescovi della Bizacena convocati a Cartagine dal re vandalo Unerico nel 484; Evodio, come tutti gli altri vescovi cattolici africani, fu condannato all'esilio.
Fulgenzio di Ruspe fondò un monastero nei pressi di Mididi agli inizi del VI secolo.
Dal 1933 Mididi è annoverata tra le sedi vescovili titolari della Chiesa cattolica; dal 3 luglio 1991 il vescovo titolare è Luis Gleisner Wobbe, già vescovo ausiliare di La Serena.

## Cronotassi

### Vescovi residenti
- Sereniano † (menzionato nel 411)
- Evodio † (menzionato nel 484)

### Vescovi titolari
- Luís Gonzaga Fernandes † (6 novembre 1965 - 9 luglio 1981 nominato vescovo di Campina Grande)
- César Bosco Vivas Robelo † (8 ottobre 1981 - 2 aprile 1991 nominato vescovo di León en Nicaragua)
- Luis Gleisner Wobbe, dal 3 luglio 1991